# Меланьський Врх
Меланьський Врх (словен. Melanjski Vrh) — поселення в общині Раденці, Помурський регіон, Словенія. Висота над рівнем моря: 267,2 м.